# Arturo Delgado de Almeida
Arturo Delgado de Almeida (Lisboa, 9 de diciembre de 1939) es un regatista de vela y directivo deportivo español.
Compitió en las clases Europe, Snipe, Star, Dragon y Soling, pero ha destacado por su labor directiva en este deporte. Fue Secretario Nacional de la clase Snipe en España en dos periodos, entre 1969 y 1974, y entre 1979 y 1981, y presidente de la Real Federación Española de Vela en otros dos, de 1984 a 1992 y de 1996 a 2000.
Durante sus mandatos como presidente de la Federación, España obtuvo 6 medallas olímpicas (5 de oro y 1 de plata) y 10 diplomas olímpicos, además de numerosos campeonatos mundiales y europeos. 
También fue presidente del Real Club Náutico de Madrid (1980-1984); presidente de la Asociación Mediterránea de Propietarios de la clase TP52 (2004-2008); cofundador de la Cofradía Europea de la Vela en 2001; presidente de la Comisión Jurídica del Comité Olímpico Español (2001-2004) y vocal de dicho Comité (1997-2001); vocal ejecutivo del Comité Olímpico Organizador Barcelona 92; y vicepresidente del primer desafío español de Copa América en la edición de 1992.
A nivel internacional ha sido comodoro de la SCIRA en 1982, y presidente de la Federación Europea de Vela (2002-2004), además de cuatro años más vicepresidente (1999-2003), y otros cuatro años (1990-1994) vicepresidente de la Federación Internacional de Vela, vocal de su Comité de Apelaciones -Review Board- (2001-2012) y vocal de su Consejo -Council- en representación del Grupo E (1992-2004).

## Galardones
Ha sido galardonado con la Medalla al Mérito Naval con Distintivo Blanco; Medalla del Ayuntamiento de Barcelona; Medalla de Oro de la Federación Portuguesa de Vela; Medalla de Oro de la ISAF; Medalla al Mérito Deportivo de la Real Federación Española de Vela, y Medalla de Plata de la Orden al Mérito Deportivo, concedida por el Consejo Superior de Deportes e impuesta por SS.MM. Los Reyes de España.